# 게도인정
게도인정(일본어: 祁答院町)은 일본 가고시마현 사쓰마군에 있던 정이다. 
2004년 10월 12일, 센다이시·히와키정·이리키정·도고정·사토촌·가미코시키촌·시모코시키촌·가시마촌이 신설 합병해 사쓰마센다이시가 되어 자치체로서는 소멸하였다.

## 지리
가고시마현의 거의 중앙에 위치하며, 합병 전에는 사쓰마군에 속해 있었다. 
북쪽은 사쓰마정, 미야노조정, 남쪽은 가모정, 이리키정에 인접했었다.
사방이 산으로 둘러싸여 있고, 마을은 주로 세하야강, 구토미키강, 아키카미강 강변의 평야지대에 있다. 요무타 연못과 요무타 온천 등 자연과 관광자원이 풍부해 '숲과 호수와 온천의 마을'이라는 슬로건을 내걸고 마을 만들기를 해왔다.
2004년 10월 11일, 가와우치시 등과 합병하여 사쓰마가와우치시가 되어 49년의 역사를 마감했다. 합병 후 약 1년 후인 2005년 11월 8일, 무타 연못이 람사르 조약에 등록되었다. 

## 역사
- 1955년 - 오무라, 구로키, 구무타의 3개 촌이 합병하여 게도인정이 탄생하였다.
- 1959년 - 시청 청사 건설(철근 2층 건물)
- 1966년 - 국철버스 개통, 오무라 보육원 개설
- 1968년 - 오무라, 구로키, 구무타 중학교가 통합해 게도인 중학교가 출범하였다.
- 1978년 - 근로자 이코이노무라 본관 완성 '이코이노무라 이무타이케' 오픈
- 1981년 - 게도인 지구 소방조합이 출범해 게도인 농촌환경개선센터(현: 기답원 공민관) 완성되었다.
- 1983년 - 게도인정 상공회의소 준공 대촌 북부 생활센터 준공
- 1992년 - 게도인 진료소 개원
- 2004年 2월 20일 - 합병 조인식
- 2004년 9월 5일 - 폐정식
- 2004년 - 청사 폐청식
- 2004년 10월 12일 - 센다이시·히와키정·이리키정·도고정·사토촌·가미코시키촌·시모코시키촌·가시마촌의 1정 4촌이 합병해, 인구 10만명의 규모를 가진 사쓰마센다이시가 탄생하였다.

## 교통

### 도로
- 가고시마현도 제42호선
- 가고시마현도 제51호선

## 참고 문헌
- 角川日本地名大辞典編纂委員会,『角川日本地名大辞典 鹿児島県』1983, 角川書店